# 小行星8875
小行星8875（8875 Fernie）是一颗绕太阳运转的小行星，为主小行星带小行星。该小行星于1992年10月22日发现。

## 轨道参数
小行星8875的轨道半长轴为2.3014236 UA，离心率为0.249。